# Samuel S. Phelps

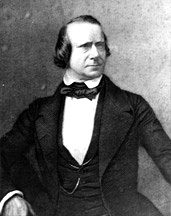
Samuel S. Phelps

Samuel Shethar Phelps (* 13. Mai 1793 in Litchfield, Connecticut; † 25. März 1855 in Middlebury, Vermont) war ein US-amerikanischer Jurist und Politiker (Whig Party), der den Bundesstaat Vermont im US-Senat vertrat.
Samuel Phelps machte im Jahr 1811 seinen Abschluss in Yale, studierte danach die Rechtswissenschaften, wurde Mitglied der Anwaltskammer und begann 1812 in Middlebury als Jurist zu praktizieren. Während des Britisch-Amerikanischen Krieges diente er als Zahlmeister bei den US-Streitkräften.
In der Folge begann er sich politisch zu betätigen. 1821 zog Phelps erstmals in das Repräsentantenhaus von Vermont ein, dem er bis 1832 angehörte. Danach wurde er als Richter an den Vermont Supreme Court berufen und verblieb dort bis 1838. In diesem Jahr kehrte er in die Politik zurück und wurde Mitglied des Staatssenats, aus dem er bereits 1839 in den US-Senat in Washington, D.C. wechselte. Während seiner zwölfjährigen Amtszeit, die am 3. März 1851 endete, war Phelps unter anderem Vorsitzender des Pensions- und des Patentausschusses.
Als William Upham, der gemeinsam mit ihm seit 1843 Vermont im Senat vertreten hatte, am 14. Januar 1853 starb, wurde Phelps zu dessen Nachfolger ernannt. Allerdings endete diese zweite Amtszeit bereits am 16. März 1854, als ein Senatsausschuss feststellte, er sei nicht berechtigt, das Mandat wahrzunehmen. Samuel Phelps verließ den Kongress und starb im folgenden Jahr in Middlebury.
Sein Sohn Edward wurde ebenfalls Politiker und bewarb sich als Demokrat 1880 erfolglos um das Amt des Gouverneurs von Vermont. Von 1885 bis 1889 war er US-Botschafter in Großbritannien.